# Смирнова, Авдотья Андреевна
Авдо́тья Андре́евна Смирно́ва (также известна как Ду́ня Смирно́ва; род. 29 июня 1969, Москва, СССР) — российский кинорежиссёр, продюсер, сценарист, телеведущая, публицист и литературный критик, член Попечительского совета Европейского университета в Санкт-Петербурге.

## Биография
Авдотья Смирнова родилась 29 июня 1969 года в Москве в семье актрисы Натальи Рудной и режиссёра Андрея Смирнова.
Дед по отцовской линии — известный советский писатель Сергей Смирнов, внесший огромный вклад в увековечивание памяти героев Великой Отечественной войны.
Дед по линии матери — советский писатель, журналист, редактор, военный корреспондент Владимир Рудный.
Интересуясь кинематографом и публицистикой, Авдотья хотела поступить на сценарный факультет Всесоюзного государственного института кинематографии. Однако отец категорически возражал. Она поступила на филологический факультет МГУ, а затем перешла на отделение театроведения ГИТИСа, но курс обучения не закончила.
С 1987 по 1988 год работала редактором в творческом объединении Сергея Соловьёва «Круг» на киностудии «Мосфильм». Выступала с андеграундной музыкальной группой «Тупые». Сотрудничала с самиздатовским журналом «Урлайт».
В 1989 году переехала в Ленинград. Была арт-менеджером культурного общества «А—Я», организовывала выставки современного изобразительного искусства, составляла коллекцию живописи банка «Петровский».
С 1995 по 1996 год являлась директором петербургского отделения ИД «Коммерсантъ», позднее — выпускающим редактором. С 1997 по 1998 годы работала обозревателем в журнале «Столица». В разные годы публиковалась в журналах «Афиша», «Сеанс», «Vogue», в газетах «Русский телеграф», «Московские новости» и других. В 2007 году вышел сборник «С мороза», который включает статьи и книжные рецензии, опубликованные в этих газетах и журналах с 1997 по 2003 год.
В 1999 году и в начале 2000-х вместе с Татьяной Толстой и Александром Тимофеевским составляла тексты выступлений для избирательной кампании «Союза правых сил» и, в частности, в 2003 году работала над текстами своего будущего мужа Анатолия Чубайса.
В 2007 году Смирнова подписала открытое письмо деятелей культуры, направленное Владимиру Путину, с просьбой «ни под каким предлогом» не оставаться главой государства. Обращение появилось в ответ на другое письмо (Никиты Михалкова и Зураба Церетели), в котором президента призвали остаться на третий срок.
C 2012 по 2022 год Авдотья Смирнова была президентом и одним из учредителей благотворительного фонда «Выход», занимающегося содействием решению проблем аутизма в России.
Считает деда, С. С. Смирнова, одним из организаторов осуждения Бориса Пастернака в связи с публикацией за рубежом романа «Доктор Живаго» и присуждением за него Нобелевской премии. В выпуске программы «Школа злословия» с внучкой Бориса Пастернака, Еленой Пастернак, Авдотья вспоминает о том, как просила прощения у неё за своего дедушку
В марте 2014 года подписала письмо российского «Союза кинематографистов и профессиональных кинематографических организаций и объединений» в поддержку Украины.
На президентских выборах 2018 года входила в избирательный штаб Ксении Собчак, которую консультировала по вопросам инклюзивного общества.
В интервью Ксении Собчак Смирнова высказалась, что считает Алексея Навального узником и относится к нему с сочувствием в связи с его отравлением и заменой условного срока по делу «Ив Роше» на реальный, несмотря на то, что не является его сторонницей.
В феврале 2022 года Смирнова подписала коллективное письмо к президенту России Владимиру Путину с просьбой о прекращении огня на территории Украины.
В марте 2022 года вместе с супругом Анатолием Чубайсом, освободившим должность Спецпредставителя президента России, уехала из России в Стамбул (Турция). В мае 2023 года были опубликованы фотографии супругов на приеме в отделении министерства внутренних дел Израиля в городе Ноф ха-Галиль в процессе обмена документов, также издание «Детали» со ссылкой на собственные источники сообщило, что Анатолию Чубайсу принадлежит по крайней мере один объект недвижимости в Израиле. Сам Чубайс отрицает эту информацию. «Ни первое утверждение, об обмене временного удостоверения, ни второе, о недвижимости в Израиле, не соответствуют действительности», — заявил он.
В 2025 году в израильском театре «Гешер» состоится премьера спектакля «Не тот свет», режиссёром которого является Авдотья Смирнова.

## Кинематографическая карьера

### Сценарист
Переехав в Ленинград в 1989 году, Смирнова работала на телевидении, делала собственную, не пользовавшуюся успехом программу. Познакомилась с режиссёром Алексеем Учителем, который в то время работал на Ленинградской студии документальных фильмов. В соавторстве с ним был написан сценарий документального фильма «Последний герой» (1992), посвящённый памяти Виктора Цоя, погибшего в 1990 году. В 1993 году была снята ещё одна документальная картина с Алексеем Учителем, «Баттерфляй», о театральном режиссёре Романе Виктюке. Говоря о работе сценариста документального кино, Дуня Смирнова отмечала: «Писать сценарии — это, конечно, громко сказано, поскольку в документалистике роль сценариста специфическая: он скорее помогает режиссёру придумывать монтажные ходы для драматургического построения уже отснятого материала. Это в некотором роде отличная школа именно монтажного мышления. Начинаешь понимать, что на столе можно создать из одной и той же фактуры несколько разных фильмов». Следующий сценарий, «Красная Жизель», задумывался для документального фильма о балерине Ольге Спесивцевой. Планировали записать интервью с ней, но не успели, балерина умерла в возрасте 96 лет. Соавторы решили снять свой первый игровой фильм, «Мания Жизели». Фильм был завершён в 1995 году.
Ещё на съёмках «Мании Жизели» у Дуни Смирновой возникла идея сделать фильм о последней любви Ивана Бунина. И, как призналась Смирнова в интервью Любови Аркус, портретное сходство отца с писателем сыграло решающую роль в написании сценария «Женское имя», по которому позднее Алексей Учитель снял фильм «Дневник его жены» (2000) с Андреем Смирновым в главной роли. За этот сценарий в 1997 году Дуня Смирнова получила приз «The Hartley-Merrill International Screening Competition», сценарного конкурса, организованного Тедом Хартли совместно Ассоциацией сценаристов Америки, Робертом Редфордом, Никитой Михалковым и Дэвидом Паттнэмом для поддержки сценаристов стран бывшего Советского Союза. Фильм, вышедший в 2000 году, был отмечен Гран-при кинофестиваля «Кинотавр» и премией «Ника» за лучший игровой фильм, а работа Дуни Смирновой была номинирована на премию за лучший сценарий. Фильм вызвал неоднозначную реакцию кинокритиков.
Дуня Смирнова принимала участие в написании сценария фильма «8 ½ $» (1999) режиссёра Григория Константинопольского. Фильм был отмечен премией «Золотой овен» за лучший режиссёрский дебют.
В 2003 году сотрудничество с режиссёром Алексеем Учителем продолжилось, был снят фильм «Прогулка», награждённый Главным призом кинофестиваля «Окно в Европу» в Выборге и номинированный на премию «Золотой орёл» за лучший фильм года. Дуня Смирнова была номинирована на премии «Ника» и «Золотой орёл» за лучший сценарий.

### Режиссёр
В 2006 году Дуня Смирнова дебютировала как режиссёр, поставив фильм «Связь». Сценарий «Времена года», по которому снят фильм, предназначался для Алексея Учителя. Но режиссёр приступал к съёмкам картины «Космос как предчувствие» и предложил Авдотье самой стать режиссёром. Картина была награждена призом фестиваля «Кинотавр» за лучший дебют. Фильм был неоднозначно встречен критиками. Алексей Гусев в рецензии на фильм утверждал, что режиссёр Смирнова проигрывает отменному сценаристу Смирновой. «У режиссуры свои трудности перевода. Качество сценария не „обеспечивает“, а „обязывает“, и чем тоньше он сделан, тем изысканней должны быть собственно кинематографические, внеположные сценарию средства, употребленные режиссёром. Чтобы поставить сценарий Смирновой „Времена года“, нужна была режиссура посложнее артхаусной». По мнению критика «бесконечные провалы в действии — это не просто стандартный огрех дебюта; это — плод принципиальной ошибки сценаристки, снимающей собственный текст, — вместо того, чтобы на его основе создавать иное, по иным правилам и законам выстроенное произведение». Дмитрий Быков в журнале «Сеанс», анализируя фильм, отметил, что Смирновой «удалось сказать о двухтысячных годах нечто более серьёзное и внятное, чем большинству её коллег».
В 2008 году вышла четырёхсерийная экранизация романа И. С. Тургенева «Отцы и дети». По мнению Смирновой, это едва ли не самый непонятый русский роман, «произведение о любви и жизни, а не о нигилизме и разрезанных лягушках». Соавтор сценария Александр Адабашьян признался, что был удивлён, когда Дуня Смирнова предложила ему поработать над сценарием по этому тургеневскому роману. «Впечатления, оставшиеся от прочтения его в юности, — никакого очарования. Перечитав сейчас, был поражён. В нём как минимум четыре потрясающие любовные истории!». Роль Павла Петровича Кирсанова изначально предназначалась А. С. Смирнову, несмотря на то, что между актёром и его персонажем существовала разница в возрасте: актёру за 60, а Павлу Петровичу — 50 лет.
В 2021 году выступила режиссером сериала «Вертинский» для Первого канала, деньги для съёмок сериала предоставил Роман Абрамович.

## Работа на телевидении
С 2002 по 2014 год Авдотья Смирнова совместно с Татьяной Толстой вела ток-шоу «Школа злословия» на канале «Культура» (с 2004 года — на НТВ). В 2003 году передача получила премию ТЭФИ как лучшее ток-шоу. В 2004 году ведущие выпустили книгу «Кухня „Школы Злословия“».
В 2008 году была членом жюри шоу «СТС зажигает суперзвезду» на канале СТС.

## Личная жизнь
В 1989 году вышла замуж за петербургского искусствоведа Аркадия Ипполитова. Супруги развелись в 1996 году.
Сын — Данила (род. 1990), учился в футбольной школе «Зенит», чемпион мира по пляжному футболу в составе сборной России, вратарь. В 2015 году завершил спортивную карьеру. Окончил Государственный университет кино и телевидения (продюсерская мастерская Сергея Сельянова). Выступил продюсером клипа группы «Ленинград» на песню «Похороны», режиссёр — Авдотья Смирнова.
В 2012 году вышла замуж за Анатолия Чубайса.

## Фильмография

### Актёрские работы
- 1990 — Уроки в конце весны — девушка
- 1990 — Аквариумные рыбы этого мира[49]
- 2012 — Пока ночь не разлучит — посетительница ресторана
- 2012 — Я тоже хочу — ведущая
- 2016 — Садовое кольцо — директор кризисного центра

### Режиссёрские и сценарные работы
| Год  |     | Название                                           | Вид деятельности                                                                   |
| ---- | --- | -------------------------------------------------- | ---------------------------------------------------------------------------------- |
| 1992 | док | Последний герой                                    | сценарист (при участии А. Учителя)                                                 |
| 1993 | док | Баттерфляй                                         | сценарист (при участии А. Учителя)                                                 |
| 1995 | ф   | Мания Жизели                                       | сценарист (совм. с А. Учителем)                                                    |
| 1999 | ф   | 8 1/2 $                                            | сценарист (совм. с Г. Константинопольским, при участии С. Крылова, автор диалогов) |
| 2000 | ф   | Дневник его жены                                   | сценарист                                                                          |
| 2003 | ф   | Прогулка                                           | сценарист                                                                          |
| 2006 | ф   | Связь                                              | сценарист, режиссёр                                                                |
| 2007 | ф   | Глянец                                             | сценарист (совм. с А. Кончаловским)                                                |
| 2008 | с   | Отцы и дети                                        | режиссёр, сценарист (совм. с А. Адабашьяном)                                       |
| 2008 | кор | 9 мая. Личное отношение (новелла «Вокзал»)         | режиссёр, сценарист                                                                |
| 2010 | с   | Черчилль (фильм 10 «Оптический обман»)             | режиссёр                                                                           |
| 2011 | ф   | Два дня                                            | режиссёр, сценарист (совместно с А. Пармас)                                        |
| 2012 | кор | Плов                                               | сценарист (совместно с А. Пармас)                                                  |
| 2012 | ф   | Кококо                                             | режиссёр, сценарист (совместно с А. Пармас)                                        |
| 2016 | кор | Петербург. Только по любви (новелла «Выгул собак») | сценарист, режиссёр                                                                |
| 2018 | ф   | История одного назначения                          | режиссёр, сценарист (совместно с А. Пармас и П. Басинским)                         |
| 2021 | с   | Вертинский                                         | режиссёр, сценарист (совместно с А. Пармас, при участии Дж. Шемякина)              |
| 2022 | ф   | Плотник                                            | режиссёр, сценарист (совместно с Мариной Степновой)                                |
| 2022 | с   | Товарищ Майор                                      | сценарист                                                                          |

## Киновоплощения и пародии
Как ведущая ток-шоу «Школа злословия» неоднократно пародировалась в юмористических передачах на ТВ.
- В шоу «О.С.П.-студия» Смирнову в образе ведущей передачи «Школа словоблудия» Феклы Калошиной пародировала актриса Валентина Смирнова.
- В шоу «Большая разница» пародии на Авдотью делала актриса Светлана Галка.
- В фильме «Клипмейкеры» роль Тони Водкиной сыграла Мария Шалаева.

## Награды и номинации
- 2001 — номинация на премию «Ника» за лучшую сценарную работу (фильм «Дневник его жены»)
- 2003 — премия ТЭФИ в номинации Ток — шоу («Школа злословия»)[50]
- 2004 — номинация на премию «Ника» за лучшую сценарную работу (фильм «Прогулка»)
- 2004 — номинация на премию «Золотой орёл» за лучший сценарий (фильм «Прогулка»)
- 2006 — приз за «Лучший дебют» на кинофестивале «Кинотавр» (фильм «Связь»)
- 2011 — приз «Золотая ладья» — 1 место в программе «Выборгский счёт» на фестивале «Окно в Европу» (фильм «Два дня»)
- 2012 — Главный приз «Бриллиантовый Феникс» на V Всероссийском кинофестивале актёров-режиссёров «Золотой Феникс» (фильм «Кококо»)
- 2012 — фестиваль «Амурская осень», Благовещенск — приз за Лучший сценарий — Авдотье Смирновой и Анне Пармас (фильм «Кококо»).
- 2012 — ХХ всероссийский кинофестиваль «Виват, кино России!», Санкт-Петербург[51]:
  - приз За лучший сценарий — Авдотье Смирновой и Анне Пармас;
  - приз прессы — фильму «Кококо»;
  - приз зрительских симпатий  — фильму «Кококо».
- 2012 — премия «GQ Человек Года 2012» в номинации «Женщина года»[52][53]
- 2012 — номинация на премию «Золотой орёл» за лучший фильм года (фильм «Два дня»)
- 2013 — номинация на премию «Ника» за лучший игровой фильм (фильм «Кококо»)
- 2013 — специальный приз международного кинофорума «Золотой гепард», Ташкент (фильм «Кококо»)[54]
- 2018 — кинофестиваль «Кинотавр»:
  - приз за лучший сценарий им. Г. Горина (фильм «История одного назначения»)[55]
  - приз зрительских симпатий — фильму «История одного назначения»[56]
- 2019 — кинопремия «Золотой орёл» (фильм «История одного назначения»):
  - премия за лучший сценарий (совместно с Анной Пармас и Павлом Басинским)
  - номинация на премию за лучший игровой фильм
  - номинация на премию за лучшую режиссёрскую работу
- 2019 — кинопремия «Ника» (фильм «История одного назначения»):
  - премия за лучший сценарий (совместно с Анной Пармас и Павлом Басинским)[57].

2021 — сериал «Вертинский» стал лауреатом премии «Золотой орел» в номинации «Лучший сериал онлайн-платформ».